# Гней Кальпурний Пизон (консул-суффект 23 года до н. э.)
Гней Кальпу́рний Пизо́н (лат. Gnaeus Calpurnius Piso (Frugi); умер после 23 года до н. э.) — римский военачальник и политический деятель из плебейского рода Кальпурниев Пизонов, консул-суффект 23 года до н. э. Участвовал в гражданской войне на стороне Гнея Помпея Великого, позже примкнул к цезарианцам.

## Биография
Известно, что отец и дед Гней Кальпурния носили тот же преномен — Гней. По одной из версий, отец — это квестор 65 года до н. э., участник первого заговора Катилины. Единственный источник, надпись на монете, называет второй когномен Пизона — «Фруги» (Frugi).
В молодости Гней был убеждённым республиканцем и после 3-й Митридатовой войны привлёк к суду бывшего народного трибуна Гая Манилия, действовавшего в интересах Гнея Помпея Великого. Однако в 49 году до н. э., когда началась война между Помпеем и Гаем Юлием Цезарем, Пизон встал на сторону Помпея. Известно, что в том же году он занимал должность проквестора в Дальней Испании (на основании чего Р. Броутон предположил, что в предыдущем году Гней вполне мог быть квестором), а после поражения вместе с Луцием Афранием и Марком Петреем отправился в Африку. По словам Тацита, Пизон «своей кипучей деятельностью немало помог в борьбе против Цезаря враждовавшей с ним „партии“». Автор «Записок об Африканской войне» упоминает Гнея в связи с событиями 46 года до н. э. как командующего мавретанской конницей в армии Квинта Цецилия Метелла Пия Сципиона (по видимому, в качестве легата).
После гибели Цезаря Гней Кальпурний примкнул к его убийцам. Когда гражданские войны закончились, Гней Кальпурний был восстановлен в правах и смог вернуться в Рим. От участия в государственных делах он воздерживался; тем не менее, в 23 году до н. э. Август сделал его своим коллегой в качестве консула-суффекта, а во время своей болезни передал ему документацию с перечнем государственных доходов и войск.
Сыновьями Гнея были Гней Кальпурний Пизон и Луций Кальпуний Пизон, консулы 7 и 1 года до н. э. соответственно. Гней-младший, по словам Тацита, унаследовал от отца «строптивость нрава».